# Miles Chamley-Watson
Miles Cleveland Chamley-Watson (London, 1989. december 3. –) világbajnok, olimpiai bronzérmes brit születésű amerikai tőrvívó.